# Hexatoma (Eriocera) nigerrima
Hexatoma (Eriocera) nigerrima is een tweevleugelige uit de familie steltmuggen (Limoniidae). De soort komt voor in het Oriëntaals gebied.